# Vùng liên bang Trung tâm

Vùng liên bang trung tâm (tiếng Nga:Центра́льный федера́льный о́круг, Tsentralny federalny okrug) là một trong 9 vùng liên bang của Nga. Từ "trung tâm" ở đây là có ý nghĩa về lịch sử và chính trị; về mặt địa lý, vùng này nằm ở phía cực tây của Nga. Vùng liên bang trung tâm có diện tích 652,800 km² với dân số 40.334.532 nhân khẩu (82,1% dân thành thị) theo điều tra dân số năm 2021. Đặc phái viên của Tổng thống ở Vùng liên bang Trung tâm hiện tại là ông Igor Olegovich Shchyogolev.

## Các chủ thể liên bang
Vùng này bao gồm 18 chủ thể liên bang của Nga
| Vùng liên bang trung tâm | Vùng liên bang trung tâm | Vùng liên bang trung tâm | Vùng liên bang trung tâm |
| #                        | Cờ                       | Chủ thể liên bang        | Trung tâm hành chính     |
| ------------------------ | ------------------------ | ------------------------ | ------------------------ |
| 1                        |                          | Tỉnh Belgorod            | Belgorod                 |
| 2                        |                          | Tỉnh Bryansk             | Bryansk                  |
| 3                        |                          | Tỉnh Vladimir            | Vladimir                 |
| 4                        |                          | Tỉnh Voronezh            | Voronezh                 |
| 5                        |                          | Tỉnh Ivanovo             | Ivanovo                  |
| 6                        |                          | Tỉnh Kaluga              | Kaluga                   |
| 7                        |                          | Tỉnh Kostroma            | Kostroma                 |
| 8                        |                          | Tỉnh Kursk               | Kursk                    |
| 9                        |                          | Tỉnh Lipetsk             | Lipetsk                  |
| 10                       |                          | Moskva                   | Moskva                   |
| 11                       |                          | Tỉnh Moskva              | Tỉnh Moskva              |
| 12                       |                          | Tỉnh Oryol               | Oryol                    |
| 13                       |                          | Tỉnh Ryazan              | Ryazan                   |
| 14                       |                          | Tỉnh Smolensk            | Smolensk                 |
| 15                       |                          | Tỉnh Tambov              | Tambov                   |
| 16                       |                          | Tỉnh Tver                | Tver                     |
| 17                       |                          | Tỉnh Tula                | Tula                     |
| 18                       |                          | Tỉnh Yaroslavl           | Yaroslavl                |

Về mặt kinh tế, Vùng liên bang Trung tâm bao gồm Vùng kinh tế Trung tâm (12 tỉnh và Thủ đô Moskva ở phía bắc) và Vùng kinh tế Đất Đen Trung tâm (5 tỉnh ở phía nam).

## Liên kết
- Official site: Federal Cadaster Center of Russia Lưu trữ ngày 2 tháng 4 năm 2004 tại Wayback Machine (tiếng Nga)
- Baikaland at Tripod.com